# Primadonna
«Primadonna» es una canción de la cantautora galesa Marina and the Diamonds, incluida en su segundo álbum de estudio, Electra Heart. Fue lanzado como sencillo principal del álbum el 20 de marzo de 2012, a través de 679 Records.
La canción aparece como DLC (contenido descargable en español) en el videojuego Just Dance 4.

## Vídeo musical
El vídeo musical fue dirigido por Casper Balslev y se rodó en Copenhague. Es la cuarta parte de la serie Electra Heart, para la que Balslev había dirigido originalmente los vídeos de la parte 1 («Fear and Loathing») y la parte 2 («Radioactive»). El vídeo fue estrenado el 12 de marzo de 2012, el mismo día que la canción se estrenó en las emisoras de radio de Reino Unido. Dos días antes del estreno, Diamandis enseñó un avance de quince segundos.
En el vídeo, Marina aparece siendo una persona que mezcla a Marilyn Monroe y a María Antonieta de Austria.
En el vídeo, en el minuto 3.15, aparece leyendo el libro Secrets of an Accidental Duchess de Jennifer Haymore.

## Lista de canciones
- Digital remix EP[4]

1. «Primadonna» – 3:41
2. «Primadonna» (Benny Benassi Remix) – 7:05
3. «Primadonna» (Riva Starr Remix) – 5:45
4. «Primadonna» (Burns Remix) – 4:29
5. «Primadonna» (Evian Christ Remix) – 3:44

- US digital remix EP.

1. «Primadonna» (Walden Remix) - 6:20
2. «Primadonna» (Benny Benassi Remix) - 7:05
3. «Primadonna» (Kat Krazy Remix) - 4:52
4. «Primadonna» (Burns Remix) - 4:29
5. «Primadonna» (Evian Christ Remix) - 3:44
6. «Primadonna» (Riva Starr Remix) - 5:45
7. «Primadonna» (Until the Ribbon Breaks Remix) - 3:47

- Primadonna Exclusive Acoustic EP (MP3)[5]

1. «Primadonna» (acoustic)
2. «Starring Role» (acoustic)
3. «Lies» (acoustic)

## Posicionamiento en listas y certificaciones
| Lista (2012)                          | Mejor posición |
| ------------------------------------- | -------------- |
| Alemania (Media Control AG)           | 18             |
| Australia (ARIA)                      | 21             |
| Austria (Ö3 Austria Top 40)           | 3              |
| Dinamarca (Tracklisten)               | 12             |
| Escocia (The Official Charts Company) | 9              |
| Eslovaquia (Radio Top 100 Chart)      | 10             |
| Hungría (Rádiós Top 40)               | 14             |
| Irlanda (IRMA)                        | 3              |
| Nueva Zelanda (Recorded Music NZ)     | 4              |
| Países Bajos (Mega Single Top 100)    | 95             |
| Reino Unido (UK Singles Chart)        | 11             |
| Suiza (Schweizer Hitparade)           | 16             |

| País          | Organismo certificador | Certificación    | Ventas  |
| ------------- | ---------------------- | ---------------- | ------- |
| Australia     | ARIA                   | Disco de Platino | 70 000  |
| Dinamarca     | IFPI (Dinamarca)       | Disco de Platino | 30 000  |
| Irlanda       | IRMA                   | Disco de Platino | 15 000  |
| Nueva Zelanda | RIANZ                  | Disco de Platino | 15 000  |
| Reino Unido   | BPI                    | Disco de Plata   | 200 000 |